# Finella pupoides

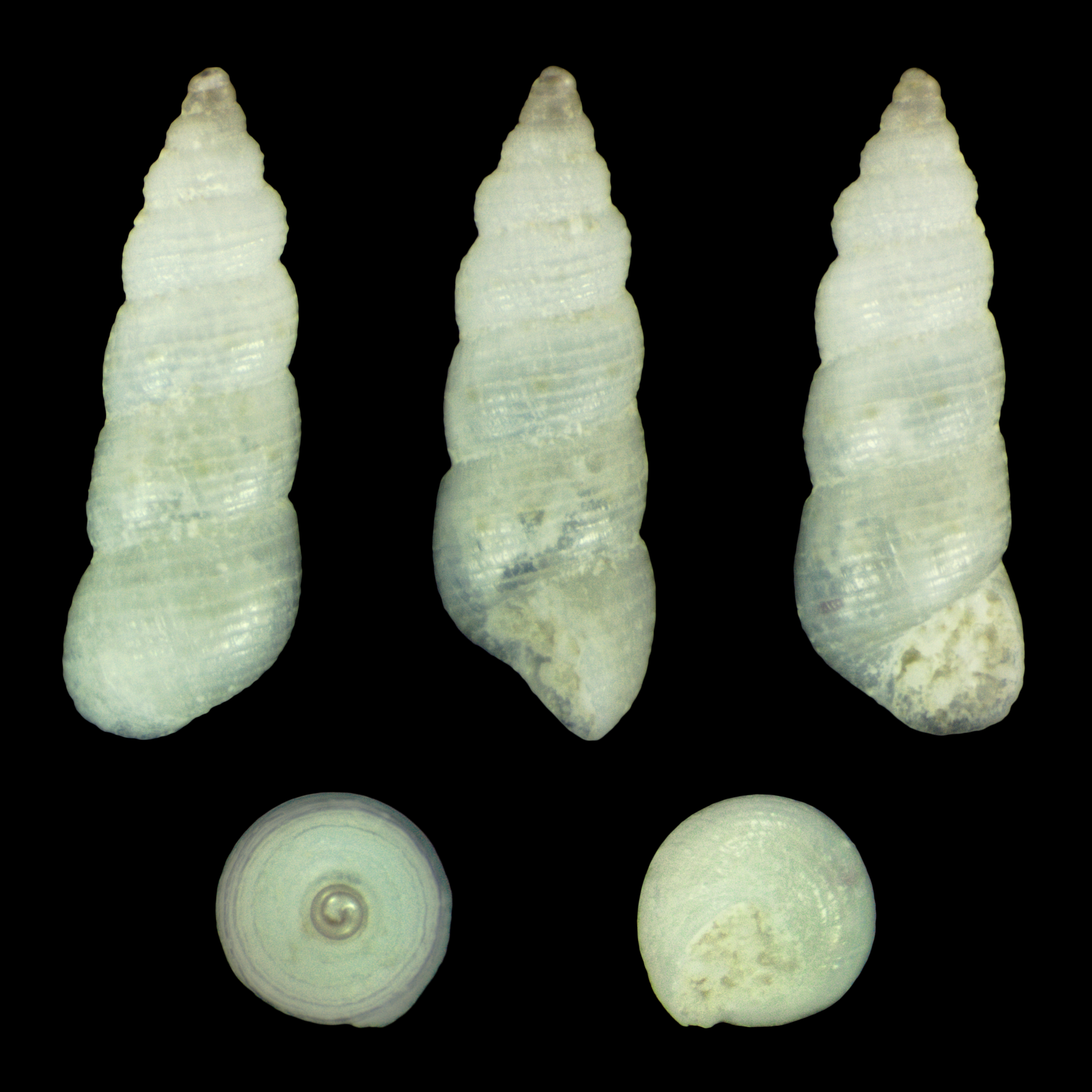
Smal form

Finella pupoides är en snäckart som beskrevs av Arthur Adams 1860. Finella pupoides ingår i släktet Finella och familjen Obtortionidae. Inga underarter finns listade i Catalogue of Life.